# Roman Wójcik (leśnik)
Roman Wójcik – polski leśnik, doktor habilitowany nauk rolniczych, profesor w Szkole Głównej Gospodarstwa Wiejskiego w Warszawie, specjalista od urządzania lasu oraz monitoringu lasów.

## Kariera naukowa
W 1992 roku na Wydziale Leśnym Szkoły Głównej Gospodarstwa Wiejskiego w Warszawie uzyskał tytuł magistra leśnictwa. W tym samym roku został zatrudniony na tejże uczelni, a w 1998 roku na tym samym wydziale uzyskał stopień doktora nauk rolniczych w zakresie leśnictwa na podstawie rozprawy pt. Analiza zmian ilościowych aparatu asymilacyjnego w drzewostanach sosnowych, której promotorem był Tomasz Borecki. W 2013 roku ten sam wydział nadał mu stopień doktora habilitowanego nauk rolniczych w dyscyplinie leśnictwa na podstawie pracy pt. Obrębowa metoda szacowania użytków trzebieżowych w planowaniu rocznym.